# Melhutka
Melhutka je potok, který pramení nedaleko obce Jáma v okrese Prachatice. Jeho tok dál pokračuje přes Mičovice, kolem Ratiborovy Lhoty, před Třebanicemi napájí Třebanickou nádrž. Poté se stává součástí přírodní památky Hrádeček, významné výskytem chráněné bledule jarní i dalších rostlin – kosatce sibiřského a hadího mordu nízkého, majícího původ v Alpách.
Za Hrbovem míjí Velký hrbovský rybník, vtéká do Malého hrbovského rybníka a poté do rybníka Podroužek. Před Netolicemi se spojuje s Bezdrevským potokem.